# Violet Sepor
Violet Sepor es un cultivar de higuera de tipo higo común Ficus carica autofértil, unífera es decir con una sola cosecha por temporada los higos de verano-otoño, de higos con epidermis con color de fondo marrón rojizo y sobre color moteado de manchas irregulares de color verde marrón. Se localiza en la colección de Todd Kennedy's collection y el National Californian Germplasm Repository - Davis en California.

## Sinonimia
- „DFIC 210“ [5][6]
- „Bourjasotte Gris (190)“
- „Bourjassotte Grisé“
- „Grizzly Bourjassotte“
- „Negro Largo (DFIC 228)“

## Historia
Según la monografía de Condit : « De Hilgardia, vol. 23, núm. 1. pág. 476: "Descrito por Wythes (1900b), Bunyard y Thomas (1904), Starnes y Monroe (1907, con ilustración del fruto) y Arnold (1926). Un valiosa variedad, adecuada para el cultivo en macetas y en invernadero, según Bundyard. Higos de color marrón rojizo, con pulpa de color rojo claro; sabor delicado ".. »
Según las pruebas genéticas realizadas en 2010, se determinó que 'Bourjassotte Grise' (DFIC 190), 'Negro Largo' (DFIC 228) y 'Violet Sepor' (DFIC 210) eran sinónimos. Ver Estructura genética y diferenciación en higo cultivado (Ficus carica L.) y una hoja de cálculo condensada compilada por Richard Frost.
Esta variedad de higuera está cultivada en el NCGR, Davis (National Californian Germplasm Repository - Davis) con el número 'DFIC 339' desde el 27 de febrero de 2003, en que ingresó en el repositorio como un donativo de la Todd Kennedy's collection.

## Características
La higuera 'Violet Sepor' es un árbol de tamaño mediano, con un porte semierecto, muy vigoroso, muy fértil en la cosecha de higos, hojas en menor cantidad de 3 lóbulos siendo mayoritariamente de 5 lóbulos. Es una variedad unífera de tipo higo común, de producción abundante de higos, siendo los primeros más grandes y los siguientes más pequeños.
Los higos son de tipo medio de unos 30 gramos, de forma esferoidal turbinado, con cuello medio; pedúnculo corto y grueso; su epidermis con color de fondo marrón rojizo y sobre color moteado de manchas irregulares de color verde marrón. La carne (mesocarpio) de tamaño pequeño siendo mayor en la zona del cuello de color blanco; ostiolo de tamaño medio; cavidad interna de tipo pequeño o ausente con aquenios pequeños y numerosos: pulpa jugosa de color rojo, con un sabor que es una mezcla de sabor a bayas frutos del bosque, y uva.
Un higo con sabor a bayas y piel moteada. El sabor es un sabor a jugo de fresa y uva similar al sabor del 'Mt Etna'. Más sabor a jugo de fruta que el sabor a ponche de frutas del 'Mt Etna'.

## El cultivo de la higuera
Los higos 'Violet Sepor' son aptos para la siembra con protección en USDA Hardiness Zones 7 a más cálida, su USDA Hardiness Zones óptima es de la 8 a la 10. Producirá mucha fruta durante la temporada de crecimiento. El fruto de este cultivar es de tamaño mediano y rico en aromas.
Se cultiva en California, Estados Unidos puede consumirse como higo fresco, y en jardines particulares e invernaderos de otros estados de Estados Unidos.